# بزماهی دورنگه
بزماهی دورنگه (نام علمی: Parupeneus barberinoides) نام یک گونه از تیره بزماهیان است.